# Енія Койл
Е́нія Койл (ірл. Eithne Ni Cumhaill; 1897 , Фалькаррагd, Ольстер  — 1985 ) — ірландська громадська діячка, соціалістська революціонерка, учасниця організацій «Жіноча рада» і «Ґельська ліга».

## Життєпис
Народилася в Кілулті, селі, поблизу містечка Фалькарраг, що в графстві Донегол, в сім'ї Чарльза Койла і Мей Макг'ю, наймолодшою з сімох дітей. Один з братів Енії, Донал, служив комендантом в 1-й Північної дивізії ірландських добровольців.
1917 року вступила до «Ради ірландських жінок», активно збирала кошти на потреби організації, виступала проти військової повинности. Бувши головою відділку «Ради ірландських жінок» в Донеголі, Койл відігравала провідну роль в мобілізації своїх союзників для агітації від «Шинн Фейн» на парламентських виборах 1918 року. Деякий час жила в Данганоні між 1918 і 1919 роками. Потім переїхала до графства Лонгфорд, де відкривала нові відділки «Ради ірландських жінок». Згодом Койл стала організаторкою «Ґельської ліги» в графстві Роскоммон.
Під час війни за незалежність Ірландії Койл жила в зоні Лонгфорд і Роскоммон. Вона надавала схеми місцевої поліційної дільниці тамтешньої Ірландської республіканської армії (ІРА). Енія повсякчас піддавалася переслідуванням з боку чорно-брунатних в Роскоммоні; її будинок двічі руйнували члени організації. Вона була заарештована напередодні нового 1921 року, її засудили на три роки каторги за допомогу членам ІРА. Згідно зі статутами СІЖ, вона відмовилася визнати провину під час суду. У своїх записах Койл відзначала: «Я читала газету протягом всієї цієї комедії і тільки один раз підняла очі, щоб сказати голові, що він витрачає свій дорогоцінний час даремно, оскільки я не визнаю його фіктивний суд. Через те, що я говорила ірландською, один з поліціянтів мав перекласті ці мої сім мудрих слів»
Койл, разом зі своєю однокамерницею, Ліндою Кірнз Мак-Вінні, обміркувала план втечі з в'язниці. 31 жовтня 1921 року Койл і Кірнс, разом з двома іншими ув'язненими — Мері Берк і Ейлін Кео, за спомогою наглядачів в'язниці, перебралися через її стіну і зникли на автомобілях, якими керували їхні союзники.